# Stanisław Rouppert

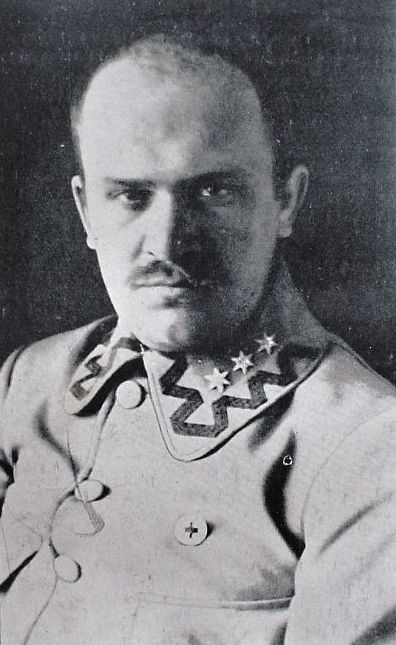
Stanisław Rouppert jako kapitan lekarz Legionów

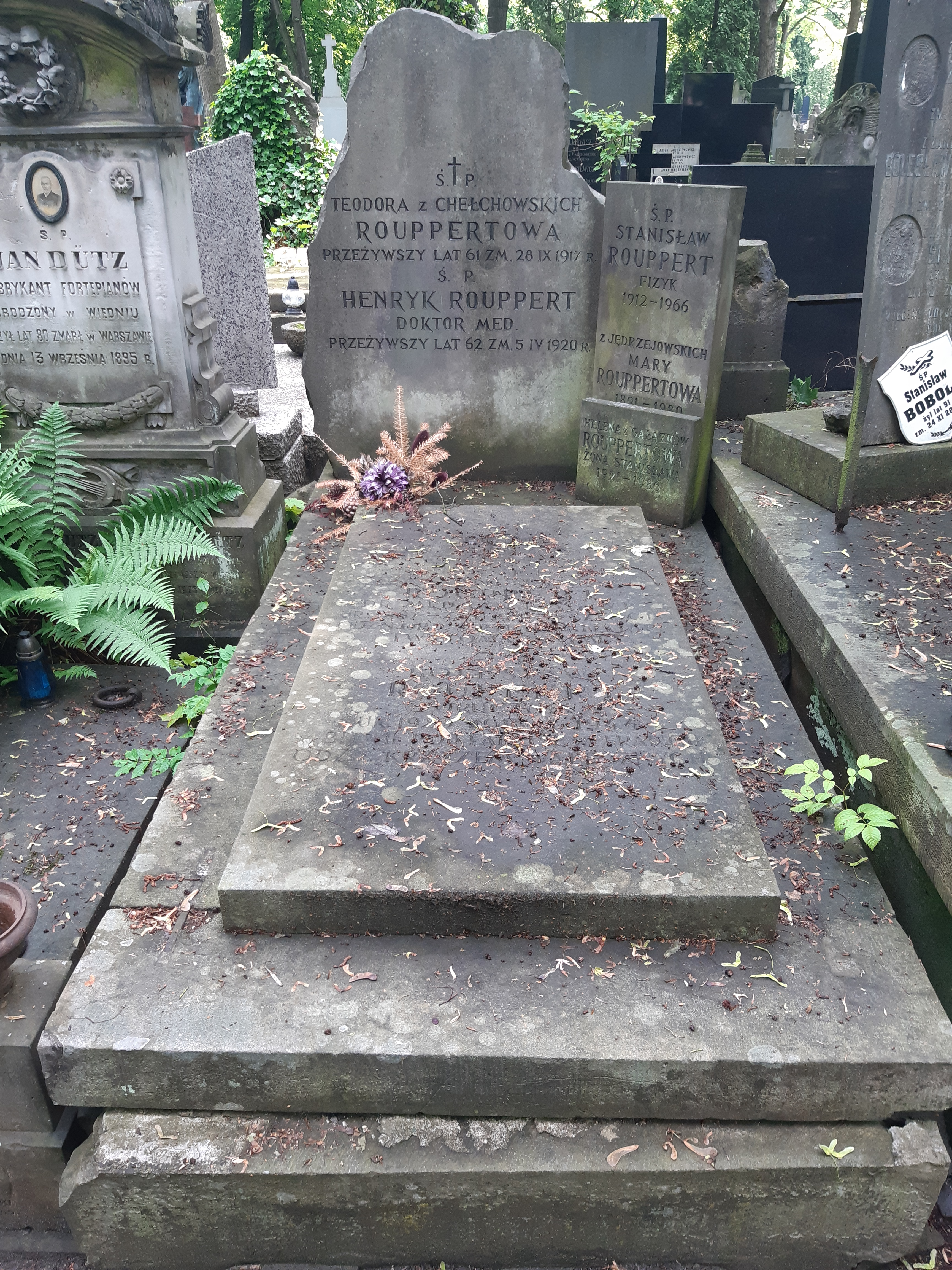
Grób Stanisława Roupperta na cmentarzu Powązkowskim

Stanisław Rouppert, ps. „Teodor” (ur. 15 kwietnia 1887 w Warszawie, zm. 13 sierpnia 1945 w Edynburgu) – doktor medycyny, generał brygady Wojska Polskiego, wiceprzewodniczący Rady Naukowej Wychowania Fizycznego i przewodniczący jej Komisji Lekarskiej (1927–1939), protektor I Zjazdu Polskich Lekarzy Sportowych, działacz sportowy, członek Międzynarodowego Komitetu Olimpijskiego (1931–1945), kawaler Orderu Virtuti Militari.

## Życiorys
Urodził się w rodzinie Henryka, lekarza, i Teodory z Chełchowskich. Był młodszym bratem Kazimierza (1885–1963).
Kształcił się w Warszawie, gdzie rozpoczął studia. Relegowany z uczelni za udział w strajku szkolnym (1905). Przeniósł się do Krakowa. Działał tam w Związku Walki Czynnej i Związku Strzeleckim. W sierpniu 1914 uczestniczył w kursie oficerskim w Oleandrach pod Krakowem.
Od sierpnia 1914 do lipca 1917 szef służby zdrowia – lekarz naczelny I Brygady Legionów Polskich, oraz lekarz 1 pułku piechoty na froncie. Po kryzysie przysięgowym internowany w Beniaminowie.
Od listopada 1918 w służbie zdrowia Wojska Polskiego, do marca 1919 zastępca szefa sanitarnego Dowództwa Okręgu Generalnego „Lublin”, od marca do listopada 1919 szef sanitarny garnizonu Warszawa. Pułkownik lekarz od 1 czerwca 1919. 
17 maja 1922 odznaczono go orderem wojskowym „Virtuti Militari" V klasy.
Od listopada 1919 do lutego 1924 zastępca szefa sanitarnego Dowództwa Okręgu Generalnego „Warszawa” / Dowództwa Okręgu Korpusu Nr I w Warszawie. Od lutego 1924 do sierpnia 1926 wykładowca w Wojskowej Szkole Sanitarnej w Warszawie.
23 sierpnia 1926 został wyznaczony na stanowisko szefa Departamentu VIII Sanitarnego Ministerstwa Spraw Wojskowych w Warszawie. 16 marca 1927 Prezydent RP, Ignacy Mościcki awansował go na generała brygady ze starszeństwem z 1 stycznia 1927 i 16. lokatą w korpusie generałów. Służbę na stanowisku szefa Departamentu Zdrowia MSWojsk. pełnił do września 1939.
Był prezesem zarządu Koła Lekarzy Legionistów. Oprócz działalności służbowej był m.in. wiceprzewodniczącym Rady Naukowej Wychowania Fizycznego i przewodniczącym jej Komisji Lekarskiej (1927–1939), protektorem I Zjazdu Polskich Lekarzy Sportowych w Worochcie (1937), pierwszym Członkiem Honorowym Stowarzyszenia Lekarzy Sportowych. W latach 1931–1945 członek Międzynarodowego Komitetu Olimpijskiego. Na początku czerwca 1935 został wybrany przewodniczącym komisji rewizyjnej Towarzystwa Wiedzy Wojskowej. 
Podczas śmiertelnej choroby marszałka Józefa Piłsudskiego (zmarłego w 1935) był kierownikiem stałej komisji lekarskiej (byli w niej także ppłk dr Stefan Mozołowski, mjr dr Henryk Cianciara i mjr dr Felicjan Tukanowicz).
Po kampanii wrześniowej przedostał się do Francji. Od listopada 1939 do czerwca 1940 w obozie oficerskim Cerizay. Od 14 sierpnia 1940 roku przebywał w Stacji Zbornej Oficerów Rothesay. W styczniu 1942 roku został przeniesiony w stan nieczynny. Osiadł w Szkocji. Zmarł 13 sierpnia 1945 roku w Edynburgu. Pochowany na tamtejszym cmentarzu Corstorphine Hill.
Prochy gen. Stanisława Roupperta u progu III Rzeczypospolitej złożono w grobowcu rodzinnym na cmentarzu Powązkowskim (kwatera 66-4-22).
Generał Rouppert był żonaty z Marią z Jędrzejowskich córką Bolesława (ur. 1891), z którą miał dwóch synów: Stanisława Henryka (1912–1966) i Bolesława Józefa (1920–1944).

## Ordery i odznaczenia
- Krzyż Srebrny Orderu Wojskowego Virtuti Militari[9] nr 7494 (17 maja 1922)[10][1]
- Krzyż Komandorski Orderu Odrodzenia Polski (30 kwietnia 1927)[11][12]
- Krzyż Niepodległości (2 sierpnia 1931)[13]
- Krzyż Walecznych (trzykrotnie)
- Złoty Krzyż Zasługi (trzykrotnie: 10 sierpnia 1924[14], 13 maja 1933[15], 23 listopada 1938[16])
- Medal Pamiątkowy za Wojnę 1918–1921[9]
- Medal Dziesięciolecia Odzyskanej Niepodległości[9]
- Złota Odznaka Honorowa Ligi Obrony Powietrznej i Przeciwgazowej I stopnia[17]
- Odznaka Pamiątkowa „Pierwszej Kadrowej”[18]
- Odznaka „Za wierną służbę”[19]
- Order Estońskiego Czerwonego Krzyża I i II klasy (Estonia, 1930)[20][21][9]
- Order Krzyża Orła II klasy (Estonia, 1933)[22]
- Krzyż Wielki Orderu Zasługi Wojskowej (Hiszpania)[9]
- Wielki Oficer Orderu Leopolda (Belgia)[23][9]
- Wielki Oficer Orderu Oranje-Nassau (Holandia, 1932)[24][9]
- Wielki Oficer Orderu Korony Rumunii (Rumunia)[9]
- Oficer Orderu Legii Honorowej (Francja)[9]
- Złoty Krzyż Zasługi Sanitarnej (Rumunia)[9]
- Złoty Medal Hiszpańskiego Czerwonego Krzyża (Hiszpania, 1931)[25]
- Odznaka honorowa Stowarzyszenia Meksykańskich Lekarzy Wojskowych (zezwolenie w 1934)[26]